# 派恩克雷斯特 (加利福尼亞州圖奧勒米縣)
派恩克雷斯特（英語：Pinecrest）是位於美國加利福尼亞州圖奧勒米縣的一個非建制地區。該地的面積和人口皆未知。

## 地理
派恩克雷斯特的座標為38°11′19″N 119°59′27″W / 38.18861°N 119.99083°W，而該地的平均海拔高度為1731米（即5679英尺）。